# Le Sen
Le Sen is een gemeente in het Franse departement Landes (regio Nouvelle-Aquitaine) en telt 201 inwoners (1999). De plaats maakt deel uit van het arrondissement Mont-de-Marsan.

## Geografie
De oppervlakte van Le Sen bedraagt 53,7 km², de bevolkingsdichtheid is 3,7 inwoners per km².
De onderstaande kaart toont de ligging van Le Sen met de belangrijkste infrastructuur en aangrenzende gemeenten.

## Demografie
Onderstaande figuur toont het verloop van het inwonertal (bron: INSEE-tellingen).